# Oreoleuciscus potanini
Oreoleuciscus potanini är en fiskart som först beskrevs av Kessler, 1879.  Oreoleuciscus potanini ingår i släktet Oreoleuciscus och familjen karpfiskar. Inga underarter finns listade i Catalogue of Life.